# Cellu l’art Kurzfilmfest

Logo des Festivals

cellu l’art (Kunstwort aus „Zelluloid“ und „art“ frz. für Kunst) ist ein jährlich im April seit 2021 im Oktober stattfindendes Kurzfilmfestival in Jena.

## Geschichte
Engagierte Studenten der Universität Jena setzten 1999 ihre Idee zu einem eigenen Kurzfilmfestival in ein konkretes Projekt um. Für die Ausrichtung des ersten studentischen Festivals in der Geschichte Jenas wurde ein gemeinnütziger Verein gegründet. Am 15. Januar 2000 erlebte das Kurzfilmfestival im kommunalen Kino „Schillerhof“ seine Premiere. Das Publikum sah die Aufführung von 14 Wettbewerbsbeiträgen, aus denen die Jury drei Preisträger kürte. Neben den Juroren konnten auch die etwa 150 Zuschauer mit einem Publikumspreis für ihren Favoriten stimmen.
Die stark gestiegene Zahl der Wettbewerbsfilme ließ das Festival innerhalb eines Jahres auf zwei Filmtage expandieren. Der Name „cellu l’art“ wurde eingeführt. In den folgenden Jahren nahm sowohl die Zahl der Zuschauer als auch die der Festivaltage und Wettbewerbsfilme kontinuierlich zu. 2011 besuchten ca. 4.000 Menschen die Veranstaltungen des Kurzfilmfestivals.
2004 wurde erstmals ein „Kino Open-Air“ im Rahmen des Festivalprogramms neben dem Wettbewerb veranstaltet.
Seit 2006 findet das Festival in den Räumlichkeiten der Universität Jena statt, was den Veranstaltern von Seiten des Publikums sowohl Lob als auch Kritik einbrachte. In den Jahren 2007 und 2008 gastierte das Festival sowohl in den Räumlichkeiten der Universität Jena, als auch kommunaler Kinos. Nachdem 2010 noch einmal das inzwischen abgerissene Capitol Kino als Veranstaltungsort genutzt wurde, gastierte das Festival 2011 im Jentower sowie 2012 im Jenaer Volksbad. Im April 2014 feierte das Festival sein fünfzehnjähriges Bestehen.

## Wettbewerb und Preise
Zum Wettbewerb zugelassen sind Kurzfilme, die eine Länge von 25 Minuten nicht überschreiten. Das Filmgenre spielt hierbei keine Rolle für Aufnahme oder Nichtaufnahme. Die Filme müssen jedoch aus dem Jahr des Festivals oder aus dem Vorjahr stammen. Auch die Länderherkunft ist nicht entscheidend. Aus den eingesendeten Beiträgen wählt der Veranstalter in einem Screening die Wettbewerbsteilnehmer aus. Eine dreiköpfige Fachjury kürt aus diesen Beiträgen den Siegerfilm sowie den Zweit- und Drittplatzierten. Während des Wettbewerbs stimmt das Publikum zusätzlich über den Publikumspreis ab.
Die Preisstruktur des Festivals wurde mehrmals reformiert. Seit 2013 werden Preise in den Kategorien "Bester Kurzspielfilm", "Bester Experimental-/Animations-/Dokumentarfilm" (ExAnDo), "Publikumspreis", "Preis der Jugendjury" vergeben. Seit 2012 wird im Zuge der negativen Berichterstattung über die Saalestadt im Kontext von Mitgliedern des Nationalsozialistischen Untergrunds (NSU) zusätzlich wurde bis 2017  der Jenaer Filmpreis für Toleranz vergeben, der von der Stadt Jena gestiftet wurde.
2010 wurde diese Preisstruktur hinsichtlich Auszeichnungen in verschiedenen Kategorien geändert: Preise wurden in den Kategorien „Bester Kurzfilm“ (dotiert mit 1 000 Euro), „Beste Regie“, „Bestes Drehbuch“, „Beste Kamera“ (jeweils dotiert mit 500 Euro) sowie „Bestes Schauspiel“ (männlich wie weiblich dotiert mit je 250 Euro) vergeben.
2012 wurde im Zuge der negativen Berichterstattung über die Saalestadt im Kontext von Mitgliedern des Nationalsozialistischen Untergrunds (NSU) zusätzlich erstmals der Jenaer Filmpreis für Toleranz vergeben.
2013 fand die vorerst letzte Änderung der Vergabestruktur statt: Zum "Besten Kurzfilm", dem "Publikumspreis" und dem "Toleranzpreis" gesellt sich nun ein Preis für den besten Experimentalfilm/Animationsfilm/Dokumentarfilm (ExAnDo) und erstmals der "Preis der Jugendjury", die sich 2013 aus Schülern Jenaer Gymnasien zusammensetzte.

## Preisträger der letzten Jahre
2005
- 1. Vorletzter Abschied von Heiko Hahn
- 2. Der Bananenkaktus von Ralf Westhoff
- 3. Alright love von Samuli Valkama
- Publikumspreis: 2 Minuten von Felix Stienz

2006:
- 1. Dog von Daniel Lang
- 2. X von Raphael Wahl
- 3. Niemand liebt Dich so wie ich von Luca Zamai und Oliver Kayser
- Publikumspreis: Hamlet von Max Honert

2007:
- 1. Hilda & Karl von Toke Constantin Hebbeln
- 2. Rauskommen von Michael Dörfler
- 3. Ein, zwei Dinge von Anna Henckel-Donnersmarck
- Publikumspreis: Achterbahn von Frank Wegerhoff

2008:
- 1. Nachts das Leben von Julia Schwarz
- 2. Mars von Marcus Richardt
- 3. have work von Jasmin Siddiqui
- Publikumspreis: Sara von Basia Baumann

2009:
- 1. Schautag von Marvin Kren
- 2. Jade von Daniel Elliott
- 3. Freies Land von Hannes Treiber
- Publikumspreis: Hundesöhne von Lena Liberta

2010:
- Bester Film: Stiller See von Lena Liberta
- Bestes Drehbuch: Finn-Ole Heinrich und Jan Oberländer für Fliegen
- Beste Schauspielerin: Charlotte Albrecht in Hinter dem Vorhang
- Bester Schauspieler: Jacob Matschenz in Fliegen
- Beste Kamera: Yoshi Heimrath in When the Hurlyburly’s done
- Beste Regie: Matthias Krumrey für Nur eine Nacht
- Publikumspreis: Leerfahrtvon Matis Burkhardt

2011:
- Bester Film: Interview von Sebastian Marka
- Bestes Drehbuch: Bill Plympton für The Cow Who Wanted to be a Hamburger
- Beste Schauspielerin: Nadia de Santiago in Mi Otra Mitad (My Other Half)
- Bester Schauspieler: Stephan Grossmann in Interview
- Beste Kamera: Dietmar Thal in Pentatones – The Devil’s Hands
- Beste Regie: Beatriz Sanchis für Mi Otra Mitad (My Other Half)
- Publikumspreis: Interview von Sebastian Marka

2012:
- Bester Film: Suiker (Sugar) von Jeroen Annokkée
- Bestes Drehbuch: Conrad Tambour für Der Besuch
- Beste Schauspielerin: Marie-Jeanne Gierden in Gekidnapped
- Bester Schauspieler: Toma Cuzin & Andi Vasluianu in Apele Tac (Silent River)
- Beste Kamera: Christian Stangassinger in Apele Tac (Silent River)
- Beste Regie: Lena Leonhardt für Zwei Grad
- Publikumspreis: Mädchenabend von Timo Becker

2013:
- Bester Film: Saloperie de pruneaux von Rinaldo Marasco
- Bester ExAnDo: The Pub von Joseph Pierce
- Toleranzpreis: Terminal von Samuel Flückiger
- Preis der Jugendjury: School Shooting - The Musical von Steffen Gruber
- Publikumspreis: Stufe Drei von Nathan Nill

2014:
- Bester Film: Baghdad Messi von Sahim Omar Kalifa
- Bester ExAnDo: Not Anymore: A Story of Revolution von Matthew VanDyke
- Toleranzpreis: She Comes in Spring von Antoneta Kastrati
- Preis der Jugendjury: Baghdad Messi von Sahim Omar Kalifa
- Publikumspreis: 97 % von Ben Brand

2015:
- Bester Film: Crocodile von Gaëlle Denis
- Bester ExAnDo: Oripeaux von Sonia Gerbeaud und Mathias de Panafieu
- Toleranzpreis: Take Me to the Front von Stefano Pietrocola
- Preis der Jugendjury: Lausche nicht dem Wasser von Jonas Hartung
- Publikumspreis: Reality + von Coralie Fargeat

2016:
- Bester Film: Czułość – Tenderness von Emilia Zielonka
- Bester ExAnDo: We Can’t Live Without Cosmos von Konstantin Bronzit
- Toleranzpreis: My Enemy, my Brother von Ann Shin
- Publikumspreis: Discipline von Christophe M. Saber
- Teen-Shorts-Award: 9 Meter von Anders Walter
- Preis der Jugendjury: Leona von Davek Carrizosa

2017:
- Bester Film: Stacey and the Alien von Nelson Polfliet
- Bester ExAnDo: Cipka (Pussy) von Renata Gasiorowska
- Toleranzpreis: The Chop von Lewis Rose
- Publikumspreis: The Chop von Lewis Rose
- Teen-Shorts-Award: True von Simon Schneider
- Preis der Jugendjury: Emily Must Wait von Christian Wittmoser

2018:
- Bester Spielfilm: Retouch von Kaveh Mazaheri
- Bester ExAnDo: Catherine von Britt Raes
- Jenaer Lichtstadt-Award: Green Screen Gingo von Douwe Dijkstra
- Publikumspreis: Watu Wote von Katja Benrath
- Teen Shorts Award: Game von Jeannie Donohue
- Preis der Jugendjury: Botanica von Noël Loozen

2019:
- Bester Spielfilm: Beautiful Loser von Maxime Roy
- Bester ExAnDo: Sweet Night von Lia Bartels
- Publikumspreis: Obon von  André Hörmann und Anna Samo
- Jenaer Lichtstadt-Award: Operation Jane Walk von Robin Klengel und Leonhard Müllner
- Preis der Jugendjury: All the Creatures von Charles Williams

2020:
- Bester Film: Opera Glasses von Mila Zhluktenko
- Publikumspreis: Fyrvaktaren (Bathtub by the sea) von Ole-André Rønneberg
- Jenaer Lichtstadt-Award: Krähen schießen (Shooting Crows) von Christine Hürzeler
- Beste Künstlerische Gestaltung: Three Stories Inside A Rental Van von Lewis Attey
- Preis der Jugendjury: Riviera von Jonas Schloesinger

2021
- Bester Film: Rio von Zhenia Kazankina
- Publikumspreis: The Saverini Widow von Loïc Gaillard
- Jenaer Lichtstadt-Award: Night upon Kepler 452b von Ben Voit
- Preis der Jugendjury: Just a Guy von Shoko Hara